# Catálogo de Estrelas do Observatório Astrofísico Smithsoniano
O Catálogo de Estrelas do Observatório Astrofísico Smithsoniano em inglês:  (Smithsonian Astrophysical Observatory Star Catalog), cuja sigla é SAO, é um catálogo de estrelas astrométrico. Publicado pelo Observatório Astrofísico Smithsonian em 1966 possui 258.997 estrelas catalogadas.